# フトダマ
フトダマは、日本神話に登場する神。『古事記』では布刀玉命、『日本書紀』では太玉命、『古語拾遺』では天太玉命（あめのふとだまのみこと）の別名も存在する。忌部氏（後に斎部氏）の祖の一柱とされる。

## 神話などでの記述
出自は『記紀』には書かれていないが、『古語拾遺』などでは高皇産霊尊（たかみむすび）の子と記されている。
岩戸隠れの際、思兼神が考えた天照大神を岩戸から出すための策で良いかどうかを占うため、天児屋命とともに太占（ふとまに）を行った。
そして、八尺瓊勾玉や八咫鏡などを下げた天の香山の五百箇真賢木（いおつまさかき）を捧げ持ち、アマテラスが岩戸から顔をのぞかせると、アメノコヤネとともにその前に鏡を差し出した。
天孫降臨の際には、瓊瓊杵尊に従って天降るよう命じられ、五伴緒の一人として随伴した。『日本書紀』の一書では、アメノコヤネと共にアマテラスを祀る神殿（伊勢神宮）の守護神になるよう命じられたとも書かれている。

## 解説
岩戸隠れにおいて『記紀』では太玉命よりも天児屋命の方が重要な役割をしている。斎部氏の斎部広成が書いた『古語拾遺』では、逆にフトダマの方が中心的な役割を果たしている。

## 祀る主な神社
- 天太玉命神社（奈良県橿原市）
- 大麻比古神社（徳島県鳴門市）
- 安房神社（千葉県館山市）
- 大原神社（千葉県君津市）
- 洲崎大神（神奈川県横浜市）
- 安房口神社（神奈川県横須賀市）
- 金札宮（京都府京都市）
- 諸羽神社（京都府京都市）